# Elof Ericsson
Elof Ericsson, detto nel Riksdag Ericsson di Åtvidaberg (Trankils, 25 agosto 1887 – Åtvid, 29 giugno 1961), è stato un politico svedese.
Industriale e membro del partito popolare liberale, fu il padre di Gunnar Ericsson.

## Biografia
Elof Ericsson nacque il 25 agosto 1887 nel socken di Trankils nel Värmland; proveniente da una famiglia operaia, studiò presso l'istituto commerciale (handelsläroverk), fu quindi impiegato in varie società del Värmland e di Eskilstuna prima di fondare la AB Åtvidabergs Industrier, che in seguito divenne Facit AB, ed esserne amministratore delegato dal 1922 al 1952, e poi Presidente del Consiglio di Amministrazione. Fu Presidente della Associazione dell'Industria del Legno (Träindustriförbundet) dal 1941 al 1948 e anche presidente della Federazione Calcistica Svedese dal 1937 al 1949 e della squadra di calcio Åtvidabergs Fotbollförening, della cittadina industriale in cui aveva sede la Facit AB.
Nel 1936, durante il governo estivo di Pehrsson-Bramstorps, divenne ministro dell'economia (handelsminister) formalmente apolitico, anche se era un candidato del partito liberale. In seguito fu membro del Parlamento dal 1940 al 1943 nella Andra Kammeren (seconda Camera) per la circoscrizione elettorale di Östergötland, distinguendosi in particolare in questioni di politica economica. Morì il 29 giugno 1961 ad Åtvid nell'Östergötland
Suo figlio Gunnar Ericsson assunse la direzione della Facit AB, e come suo padre fu Presidente della Federcalcio svedese, Presidente della squadra di calcio Åtvidabergs FF e membro del Parlamento.